# Lakatjärnen (Nederluleå socken, Norrbotten)
Lakatjärnen är en sjö i Luleå kommun i Norrbotten och ingår i Alåns huvudavrinningsområde. Sjöns area är 0,053 kvadratkilometer och den är belägen 59 meter över havet.